# FlyAnt
Flyant war eine reine Frachtfluggesellschaft mit Sitz in Palma de Mallorca. Sie bestand von 2006 bis 2008 und flog sowohl Liniendienste als auch Charterdienste sowie in Wetlease für andere Gesellschaften in Europa und Westafrika. Ihre Hauptbasis war der Flughafen Madrid-Barajas.

## Geschichte
Die Fluggesellschaft begann ihren Flugbetrieb am 4. Juli 2006 und war im alleinigen Besitz von Futura International Airways, musste aber wegen der Insolvenz der Muttergesellschaft ihren Flugbetrieb einstellen.

## Flotte
Zuletzt setzte FlyAnt zwei Boeing 737-300 und eine Boeing 737-400 ein.

## Flugziele
Eine Boeing 737 flog fünfmal die Woche von Madrid nach Las Palmas de Gran Canaria und Teneriffa. Die zweite war am Flughafen Rom-Fiumicino stationiert und flog fünfmal die Woche im Auftrag von Air One Post von Rom nach Brescia.
Eine weitere 737 war in Lissabon stationiert und flog täglich zwischen Lissabon und Funchal auf Madeira.